# Замыцкий, Андрей Васильевич
Андрей Васильевич Замыцкий (ум. 1605) — воевода Русского царства. 

## Биография
Из дворян. В 1575 году состоял на Мышеге одним из голов в правой руке, под предводительством князя Ивана Михайловича Долгорукого.
В 1577 году Замыцкий числился воеводой в Орле; в 1581 году он был одним из голов в Пскове, во время осады этого города войском Речи Посполитой под командованием Стефана Батория на заключительном этапе Ливонской войны. В 1585 году А. В. Замыцкий был наместником на Белой и в Почепе.
После этого Андрей Замыцкий занимал должность воеводы в следующих городах: Копорье (1591 год), Ряжске (1593 год), Дорогобуже (1597 год), Черни (1598 год), Курске (1600 год), Орле (1602 год) и Тюмени (1603—1605 гг.).
В 1598 году он подписал грамоту утвержденную об избрании царем Бориса Годунова.
Весной 1602 году был объезжим головой в Московском Кремле.
Андрей Васильевич Замыцкий умер в 1605 году по дороге из Тюмени.